# Tortula leiostoma
Tortula leiostoma là một loài Rêu trong họ Pottiaceae. Loài này được Herzog miêu tả khoa học đầu tiên năm 1916.